# AIPL1
AIPL1 est un gène codant pour la protéine Aryl-hydrocarbon-interacting protein-like 1 et situé sur le chromosome 17 humain.

## structure et rêles
La protéine est composée d'une chaine de 384 acides aminés, exprimée au niveau des bâtonnets de la rétine. Dans l'embryogenèse, il est présent également dans les cônes mais disparaît avec la maturation oculaire. Cette protéine intergit avec la phosphodiestérase 6.

## En médecine
La mutation du gène est responsable d'une forme rare de l'amaurose congénitale de Leber(5 % des cas), avec une possible préservation partielle de la vision périphérique. Une thérapie génique semble possible.